# Borgarbyggð
Borgarbyggð – gmina w zachodniej Islandii, w regionie Vesturland. Rozległa gmina, największa pod względem powierzchni w regionie, rozciąga się od wybrzeża Zatoki Faxa i fiordu Borgarfjörður po lodowiec Langjökull. Obejmuje zróżnicowane formy krajobrazu m.in. nadbrzeżną, bagienną równinę Mýrar na zachodzie, pasma górskie na północy przekraczające 900 m n.p.m., rozległe doliny rzeki Hvítá i jej dopływu Norðurá w centralnej części, płaskowyż z licznymi jeziorami w północno-wschodniej części, na wschodzie masywy wulkaniczne Strútur (938 m n.p.m.), Hafrafell (1164 m n.p.m.), Ok (1190 m n.p.m.), w tym pokryte lodowcami masywy Eiríksjökull i Þórisjökull.
Równiny i doliny są, jak na warunki islandzkie, stosunkowo gęsto zaludnione. Główną miejscowości gminy i całego regionu Vesturland jest nadmorskie miasto Borgarnes - 1962 mieszk. (2018). Pozostałe większe osady to Hvanneyri (285 mieszk.), Bifröst (179 mieszk.), Reykholt (56 mieszk.) i Kleppjárnsreykir (43 mieszk.). Znaną osadą w gminie jest również Varmaland.

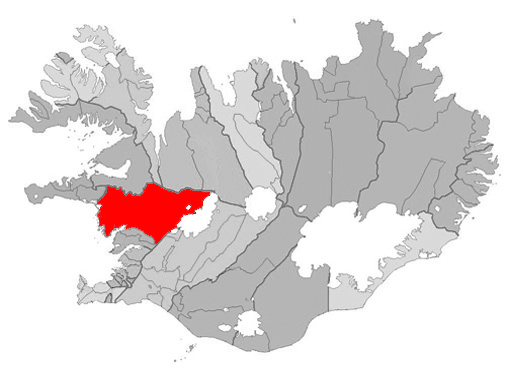
Położenie gminy Borgarbyggð

Gmina Borgarbyggð powstałą w 1994 roku z połączenia gmin: Norðurárdalshreppur, Stafholtstungnahreppur, Borgarnesbær i Hraunhreppur. W 1998 roku dołączono gminy Þverárhlíðarhreppur, Borgarhreppur i Álftaneshreppur. W 2005 roku kolejne gminy Borgarfjarðarsveit, Hvítársíðuhreppur i Kolbeinsstaðahreppur.
Przez drogę przebiega główna islandzka droga nr 1, od której odbija droga nr 50 w kierunku Reykholt oraz droga nr 54 w kierunku półwyspu Snæfellsnes
Do najważniejszych atrakcji turystycznych gminy należą:
- Reykholt, historycznie ważny ośrodek intelektualny na wyspie, obecnie niewielka wioska, znajduje się tutaj muzeum Snorriego Sturlusona,
- wodospady Hraunfossar wypływające z pola lawowego,
- jaskinia Surtshellir,
- kompleks kraterów wulkanicznych Grábrók,
- krater wulkaniczny Eldborg.